# 上海申花“洗牌”事件
上海申花“洗牌”事件是指在2008年中国足球超级联赛争冠两强上海申花和山东鲁能之间的比赛中发生主裁判连续向主队球员出示红黄牌，引起各方对于裁判判罚尺度及联赛规则漏洞争议的事件。

## 过程
2008年10月18日，中国足球超级联赛第22轮，上海申花主场对阵山东鲁能。上海申花在全场比赛第51分钟时3比0领先的情况下，在第60分钟时被山东鲁能追成3比1。此时上海申花队的多名队员因为被主裁判赵亮认为利用拖延时间的战术而领受黄牌。主裁判赵亮本场比赛出示了10张黄牌、1张红牌，全部出示给主场作战的上海申花，而客队的山东鲁能队员则没有受到任何警示。在补时阶段山东鲁能追回一分，最后上海申花以3比2获得了本场比赛的胜利。
本场之所以备受争议，是因为武汉俱乐部退赛事件，中国足协宣布“取消”武汉俱乐部的所有比赛成绩。上海申花在结束和山东鲁能比赛后，对阵是武汉，但因为武汉的成绩“取消”上海申花利用规则可以故意犯规，令原本背負黃牌的球員可於免賽的賽事中停賽，被媒体称谓“洗牌”。
但是，事后上海申花认为比赛的关键问题在于裁判判罚尺度出现严重偏颇，并向中国足协提出申诉。最后中国足协裁定主裁赵亮遗漏了应该向山东鲁能出示的一张红牌、三张黄牌，但是由于之后已经进行了其它轮次的比赛，所以并未对暴力伤人的李金羽等山东鲁能球员作出追加处罚。